# Eupithecia dura
Eupithecia dura är en fjärilsart som beskrevs av András Vojnits 1981. Eupithecia dura ingår i släktet Eupithecia och familjen mätare. Inga underarter finns listade i Catalogue of Life.